# Annino (métro de Moscou)
Annino (en russe : А́ннино et en anglais : Annino) est une station de la ligne Serpoukhovsko-Timiriazevskaïa (ligne 9 grise) du métro de Moscou, située sur le territoire du raïon Tchertanovo Ioujnoïe dans le district administratif sud de Moscou.

## Situation sur le réseau
Établie en souterrain, à 8 mètres sous le niveau du sol, la station Annino est située au point 223+27 de la ligne Serpoukhovsko-Timiriazevskaïa (ligne 9 grise), entre les stations Oulitsa Akademika Iangelia (en direction de Altoufievo) et Boulvar Dmitria Donskogo (en direction de Boulvar Dmitria Donskogo).